# Krajowa Szkoła Koronkarska w Zakopanem
Krajowa Szkoła Koronkarska w Zakopanem – szkoła ufundowana przez Helenę Modrzejewską w roku 1883, w której głównym przedmiotem nauczania było koronkarstwo; powstała jako forma pomocy dla dziewcząt pochodzących z biednych rodzin Zakopanego i okolic. Przekształcana później wielokrotnie, została zlikwidowana ostatecznie w 2008 r.

## Późniejsze nazwy szkoły:
- od roku 1931 – Państwowa Szkoła Przemysłowo-Hotelarska Żeńska[1]
- 1940–1944 – dołączona do Szkoły Drzewnej[2]
- od 1945 – Państwowy Kurs Koronkarski
- od 1947 – Państwowa Podhalańska Szkoła Żeńska[3]
- od 1951 – Zasadnicza Szkoła Odzieżowa[3]
- od 1959 – Zasadnicza Szkoła Zawodowa im. Heleny Modrzejewskiej Centralnego Związku Spółdzielczości Pracy[4]
- od 1962 – Technikum Tkactwa Artystycznego[4]
- od ? do 2008 – Zespół Szkół Zawodowych nr 2 im. H. Modrzejewskiej w Zakopanem[4]

## Historia

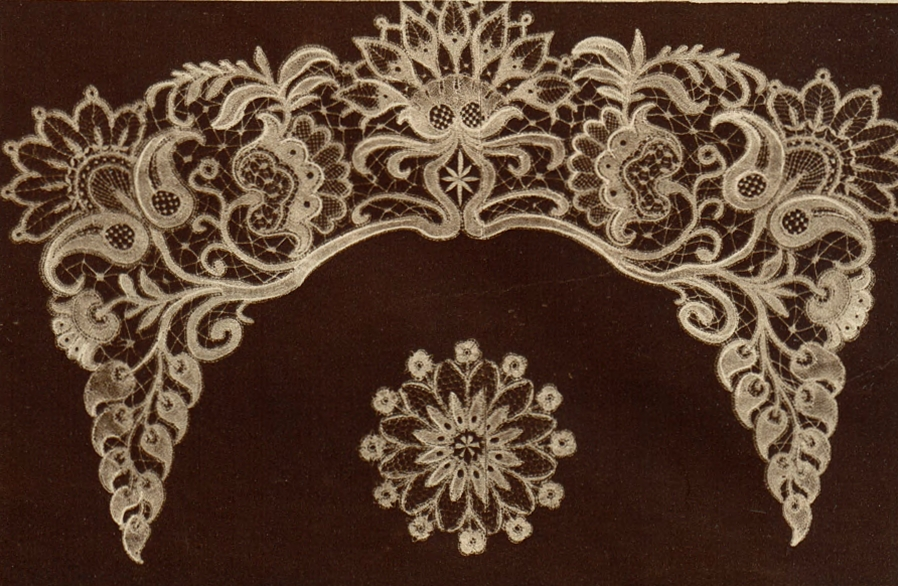
Kołnierzyk wykonany przez uczennice według projektu Karola Kłosowskiego

Pod koniec XIX wieku na terenie Galicji działało kilka szkół zajmujących się rękodziełem. Między innymi: istniejąca od 1882 roku szkoła koronkarska w Kańczudze, szkoła koronkarska w Starym Sączu (otwarta jako Krajowa Szkoła Koronkarska 16 listopada 1887 roku w Muszynie i przeniesiona w 1895 roku do Starego Sącza), Krajowa Szkoła Koronkarska w Bobowej (otwarta w 1899 roku), szkoła haftów w Krakowie, szkoła koronkarska w Przemyślu prowadzona przez siostry Miłosierdzia, i inne.
Otwarcie szkoły w Zakopanem było związane z darowizną 1200 złr, które Tytusowi Chałubińskiemu na ten cel powierzyła Helena Modrzejewska. Z hr. Różą Krasińską opracowały założenia programowe, a dr Chałubiński był autorem statutu oraz uzyskał w galicyjskim rządzie krajowym zabezpieczenia prawne i finansowe placówki. Wszyscy troje znaleźli się następnie w komitecie nadzorczym ośrodka jako „protektorzy”. Otwarcie szkoły miało miejsce 1 maja 1883 roku w lokalu wynajętym od Macieja Gąsienicy, być może brał w nim udział Mikołaj Zyblikiewicz. Z założenia uczennicami były dziewczęta z Zakopanego i okolicznych wsi, jednak jako uczennice nadzwyczajne wyrobu koronek uczyły się także kuracjuszki przebywające w Zakopanem. W 1883 roku uczennic było 14, w 1884 – 46, w 1885 – 74, a w 1886 – 90.

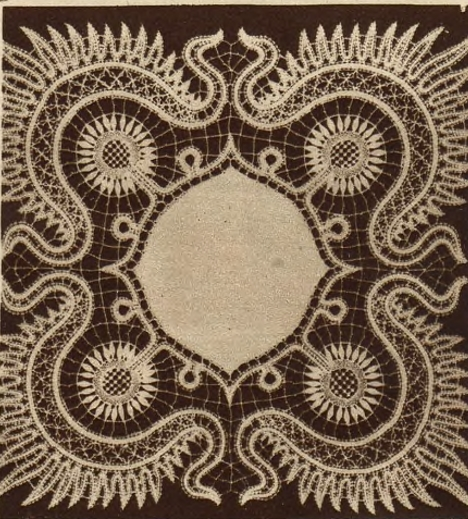
Koronka klockowa wykonana przez uczennice szkoły według projektu Karola Kłosowskiego

Nauka w szkole była bezpłatna. Niektóre uczennice otrzymywały zasiłki wynoszące 5 złr miesięcznie, a trzy najlepsze miały możliwość ukończenia centralnego kursu koronkarstwa w Wiedniu i uzyskania uprawnień nauczycielki koronkarstwa. W 1887 roku na taki kurs zakwalifikowały się: Ludwika Rajówna, Anna Ustupska i Anna Tomkówna. Wytwarzane przez uczennice koronki były sprzedawane, a dochód z nich po potrąceniu kosztów materiału wypłacany uczennicom. W 1884 roku wyniósł on 514 złr, 1115 złr w 1885 i 1460 złr w 1886.
Szkoła powstała w ramach zaszczepiania przez przybyszy z zewnątrz pozytywistycznego programu „pracy u podstaw” w regionie tatrzańskim i procesu przekształcenia gospodarki chłopskiej w opartą na przemyśle turystycznym. Rękodzielnicza produkcja jej uczennic i absolwentek była adresowana do napływających coraz liczniej kuracjuszy. W latach 80. XIX w. szkoła wykazywała intensywny rozwój.
Pierwszą kierowniczką i nauczycielką szkoły była Józefa Stelcer, potem Neużil, od roku 1887 żona Franciszka Neużila, który w szkole prowadził zajęcia z rysunku.
Dziewczęta uczyły się również czytania, pisania i rachunków. Nauka w szkole trwała około 10 godzin dziennie. W pierwszej klasie uczono wytwarzania koronek klockowych. W drugiej klasie techniki wyrobu gipiury czeskiej i francuskiej, a w trzeciej koronek weneckich i reticello.  W 1915 szkoła przyniosła 5 tysięcy, w 1916 12 tysięcy, a w 1917 ponad 20 tysięcy koron. 
W latach 1913–1932 nauczycielem rysunku i kompozycji w szkole był Karol Kłosowski, który opracowywał projekty nowych koronek. Po nim stanowisko to objął Mieczysław Szopiński. 
1 stycznia 1931 roku rozporządzeniem Ministra Wyznań Religijnych i Oświecenia Publicznego z 31 grudnia 1930 szkołę zreorganizowano dodając kierunek hotelarski. Zmieniono nazwę szkoły na Państwowa Szkoła Hotelarsko-Przemysłowa Żeńska w Zakopanem. 
W roku szklonym 1940/1941 szkołę włączono do Berufsfachschule fur Goralische Volkskunst (Szkoły Drzewnej).

### Po II wojnie światowej
Po II wojnie światowej, w 1947 roku, szkoła otrzymała nazwę Państwowej Podhalańskiej Szkoły Żeńskiej, a potem zmieniała ją jeszcze kilkakrotnie. Dyrektorem placówki w latach 1946–1969 była Maria Bujakowa, a potem Jerzy Wędołowski. W 1949 roku przeszła pod zarząd Centralnego Urzędu Szkolenia Zawodowego, a potem resortu Przemysłu Drobnego i Rzemiosła. W 1954 nadzór nad szkolą przejął Centralny Związek Spółdzielczości Pracy. W 1959 roku szkole nadano imię Heleny Modrzejewskiej. W 1962 roku powstało Technikum Tkactwa Artystycznego. W 1973 roku oddano nowy pawilon warsztatów, a w 1983 nowy budynek szkoły. Uczennice szkoły wykonały kostiumy do filmu Janosik i Ród Gąsieniców, a w roku szkolnym 2002/2003 hafty na kierpcach góralskich według projektu Xymeny Zaniewskiej. 

### Likwidacja
W 2008 roku Zespół Szkół Zawodowych nr 2 im. H. Modrzejewskiej został zlikwidowany, a budynek szkoły przy ulicy Kasprusie sprzedany

## Dyrektorzy
- 1883 – 1905 Józefa Stelcer, później Neužil[22]
- 1906 – 1913 Leontyna Reihardt[22]
- 1914 – 1920 Maria Dudrewicz[22][27]
- 1920 – 1931 Jadwiga Galleth[2]
- 1931 – 1946 Józefa Gałdzińska[22]
- 1946 – 1969 Maria Bujakowa[28]
- 1969 – 2008 Jerzy Wędołowski[29]

## Nagrody i odznaczenia
- 1925 Złoty medal na wystawie w Paryżu[13] za koronki klockowe według projektu Karola Kłosowskiego[30]
- 1886 List pochwalny na wystawie przemysłu domowego w Wiedniu[2]
- 1895 Złoty medal na wystawie w Poznaniu[31]
- 1887 Srebrny medal na Krajowej Wystawie w Krakowie[2]
- 1983 Medal Komisji Edukacji Narodowej[23].